# Basiceros conjugans
Basiceros conjugans är en myrart som beskrevs av Brown 1974. Basiceros conjugans ingår i släktet Basiceros och familjen myror. Inga underarter finns listade.